# Tokobot
Tokobot – komputerowa gra platformowa na konsolę PSP wydana przez Tecmo w 2005 roku. Wydany został także sequel na PlayStation 2 pod tytułem Tokobot Plus: Mysteries of the Karakuri.

## Fabuła
W grze wcielamy się w Bolta - agenta z laboratorium Canewood, który na pierwszej swej wyprawie odkrył roboty Karakuri, zwane także Tokobotami.
Nasz bohater przemierza starożytne ruiny. Nie jest jednak sam, pomagają mu Tokoboty, które naśladują jego ruchy, a także pomagają w robieniu tak zwanych "joint actions".
Bolt musi odkryć tajemnice przemierzanych ruin, aby uratować świat od zła.